# Jonathan Poneman
Jonathan Poneman, född den 9 oktober 1959 i Toledo, Ohio i USA, är en av grundarna av skivbolaget Sub Pop och även en medgrundare till skivbolaget Hardly Art. Ponemans föräldrar var Harold och Beverly Poneman och han växte upp i Ottawa Hills, Ohio. Han flyttade senare till Scottsdale, Arizona och 1977 flyttade han till Washington.
År 1983 började Poneman arbeta på radiostationen KCMU vid University of Washington. Andra som arbetade på denna radiostation runt denna tid var Bruce Pavitt, Mark Arm, Kim Thayil och Charles Peterson. År 1985 såg Poneman Soundgarden uppträda för första gången och han blev imponerad av deras sound och särskilt av sångaren Chris Cornell. Året därpå grundade Poneman och Pavitt skivbolaget Sub Pop. Poneman kan även ha varit den som myntade uttrycket "grunge", vilket Kurt Cobain hävdade i en intervju 1993.
År 2013 drabbades Poneman av Parkinsons sjukdom.